# La Estrella (Toledo)
La Estrella este un oraș din Spania, situat în provincia Toledo din comunitatea autonomă Castilia-La Mancha. Are o populație de 322 de locuitori.